# Accidente de un Ilyushin Il-18 de United Arab Airlines en 1969
El 20 de marzo de 1969, un Ilyushin Il-18 de United Arab Airlines (ahora EgyptAir) se estrelló mientras intentaba aterrizar en el Aeropuerto Internacional de Asuán (entonces República Árabe Unida, ahora Egipto). 100 de los 105 pasajeros y la tripulación a bordo murieron en el accidente.

## Accidente
El vuelo era un servicio internacional de pasajeros no programado desde Yeda, Arabia Saudita a Asuán, Egipto. El avión transportaba a sus hogares a fieles musulmanes que habían ganado una peregrinación a través de una lotería. Estaba oscuro a primera hora de la mañana cuando el vuelo intentó aterrizar, y la arena que soplaba había reducido la visibilidad a 2-3 km (kilómetros). Después de dos intentos fallidos de aterrizar, la aeronave estaba haciendo un tercer intento cuando se inclinó hacia la derecha y golpeó el lado izquierdo de la pista. El ala de estribor se desprendió y se produjo un derrame de combustible que provocó que la aeronave accidentada se incendiara.

## Investigación
Se determinó que la causa probable fue que «el piloto descendió por debajo de la altitud mínima de seguridad sin tener las luces de pista claramente a la vista. Un factor que contribuyó fue la fatiga derivada de las horas de trabajo continuas sin períodos de descanso adecuados».